# Eucyclopera cynossema
Eucyclopera cynossema är en fjärilsart som beskrevs av Druce 1894. Eucyclopera cynossema ingår i släktet Eucyclopera och familjen björnspinnare. Inga underarter finns listade i Catalogue of Life.